# Japansk vädd
Japansk vädd (Scabiosa japonica) är en växtart i familjen väddväxter från Japan. 